# Stemloos
Stemloosheid is een beschrijvende eigenschap van medeklinkers die worden geproduceerd zonder de lucht uit de longen met de stembanden in trilling te brengen. Zie voor verdere informatie onder het lemma stemhebbend.
De stemloze medeklinkers zijn f, h, k, p, s, t en de ch-klank als in "lachen".